# Ceridwen Dovey
Œuvres principales
Blood Kin
Ceridwen Dovey, née le 1er janvier 1980 à Pietermaritzburg en Afrique du Sud, est une romancière ayant la double nationalité sud-africaine et australienne.

## Biographie
Ceridwen Dovey — qui tire son prénom d'un des personnages (Ceridwen Morgan) du roman de l'écrivain gallois Richard Llewellyn, Qu'elle était verte ma vallée — naît en Afrique du Sud en 1980. Ses parents, qui vivent désormais à Sydney en Australie, sont tous les deux universitaires et sa mère, Teresa, fut dans les années 1980 l'un des tout premiers critiques littéraires à étudier l'œuvre de J. M. Coetzee. Sa sœur, Lindiwe, est lectrice à la School of Oriental and African Studies (SOAS) de l'Université de Londres et une des fondatrices, en mai 2002, du Festival du film africain de Cambridge.
Ceridwen passe une partie de son enfance à East London, avant de suivre en Australie ses parents qui ont fui les troubles politiques. Résidant à Sydney, elle suit les cours du North Sydney Girls High School. En 1999, après une année passée à Londres, elle obtient une bourse pour entrer à Harvard comme undergraduate en anthropologie sociale et études visuelles et environnementales. Son documentaire de fin d'études consacré aux fermes viticoles de la province du Cap-Occidental, Aftertaste, a été projeté dans de nombreux festivals de film ethnographique.
Diplômée d'un BA en 2003, Ceridwen est pendant un an assistante de recherche pour l'émission NOW with Bill Moyers diffusée sur Channel Thirteen à New York puis retourne en Afrique du Sud. Durant deux ans, elle est étudiante à l'université du Cap et rédige Blood Kin comme mémoire de MA d'écriture créative sous la direction du poète Stephen Watson.
Publié chez Atlantic Books au Royaume-Uni, Penguin en Afrique du Sud et en Australie en juillet 2007 et Viking en Amérique du Nord en mars 2008, son premier roman est sorti en France le 28 août 2008 sous le titre Les Liens du sang (éditions Héloïse d'Ormesson).
Après son doctorat en anthropologie sociale à l'Université de New York, elle s'installe en Australie.

## Œuvres
- Blood Kin: A Novel (Les Liens du sang), 2007.
- Only the Animals, 2014.
- In the Garden of the Fugitives, 2018.